# Sânscrito
O sânscrito ou língua sânscrita (संस्कृत [s̪ɐ̃s̪kr̩t̪ɐm]; transcrito saṃskṛtam em IAST) é uma língua ancestral do Nepal e da Índia. Embora seja uma língua morta, o sânscrito faz parte do conjunto das 23 línguas oficiais da Índia, porque tem importante uso litúrgico no hinduísmo, budismo e jainismo.
Com relação à sua origem, a língua sânscrita é uma das línguas indo-europeias, pertencendo, portanto, ao mesmo tronco linguístico de grande parte dos idiomas falados na Europa. Sua posição nas culturas do sul e Sudeste Asiático é comparável ao latim e ao grego antigo na Europa, influenciando diversas línguas da região.
Ela surge em uma variedade pré-clássica chamada de sânscrito védico, sendo o idioma do Rigveda e dos demais vedas, surgindo em torno de 1500 a.C.; de fato, o sânscrito rigvédico é uma das mais antigas línguas indo-iranianas registradas. Pesquisadores descobriram mais documentos ancestrais em sânscrito, do que há nas literaturas em latim e grego antigo somadas.
Sânscrito é o idioma das escrituras clássicas das religiões surgidas no Nepal e na Índia. Assim como as grandes religiões do Ocidente surgiram todas perto de Jerusalém, no Oriente as grandes religiões surgiram todas na Índia e nos arredores dos rios que têm origem no Himalaia, como o Ganges. Consequentemente, todas elas, que são ligadas pelos conceitos de karma e reencarnação, utilizaram os textos ancestrais como base de suas doutrinas. Karma é uma palavra do sânscrito.

## História

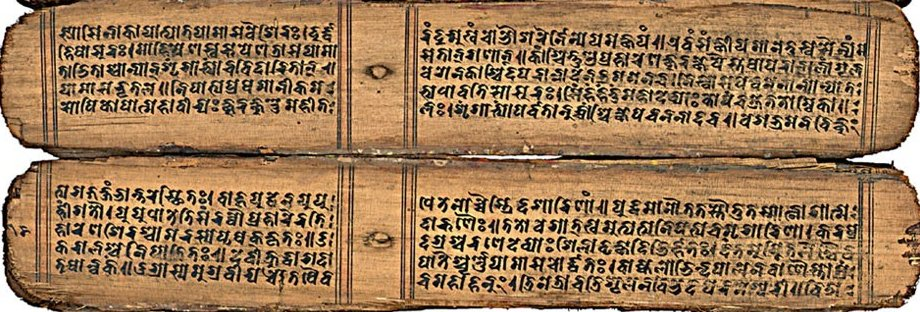
Manuscrito Devimahatmya em folha de palmeira, na escrita Bhujimol, Bihar ou Nepal, século XI

O nome do idioma saṃskṛtam é o particípio passado passivo neutro do verbo {IAST|sam√kṛ} 'compor, arranjar, preparar', ele mesmo composto do prefixo sam- 'com, junto de' e (s)kṛ- 'fazer, criar'. No uso moderno, esse adjetivo verbal passou a significar "culto", "refinado". A linguagem chamada de saṃskṛtā vāk "a língua refinada" tem sempre sido, por definição, um idioma elevado, usado para discurso religioso e instruído, e se opõe às linguagens faladas pelo povo, chamadas prácritas. Também é chamado de devabhāṣā, 'língua dos deuses'. A mais antiga gramática do sânscrito conhecida é a Aṣṭādhyāyī ("[gramática] de oito capítulos") de Pāṇini, aproximadamente do século V a.C.. É essencialmente uma gramática descritiva, isto é, uma autoridade que descreve (ao invés de prescrever) o sânscrito, já que contém a descrição dos usos linguísticos de diferentes regiões da Índia, e as formas já em desuso, mas que ocorrem no sânscrito védico.
O sânscrito pertence à subfamília indo-iraniana da família indo-europeia de línguas. Como tal, é parte do grupo Satem de línguas indo-europeias, que também inclui o tronco balto-eslávico.
Quando o termo surgiu na Índia, "sânscrito" não era considerado uma linguagem específica separada das outras, mas uma maneira particularmente refinada ou aperfeiçoada de se falar. O conhecimento de sânscrito era uma marca de classe social e educação, e a linguagem era ensinada principalmente para membros de castas mais altas, através de análise profunda dos gramáticos sânscritos como Pāṇini.
O sânscrito, como a linguagem instruída da Índia antiga, assim existiu junto com os prácritos (vernáculos), que se tornariam, eventualmente, as indo-arianas modernas, tal como o hindi, o nepali, o assamês, o marata, o concani, o urdu, o bengali etc.
O sânscrito foi exposto à influência do substrato das línguas dravidianas desde tempos muito antigos.

### Sânscrito védico

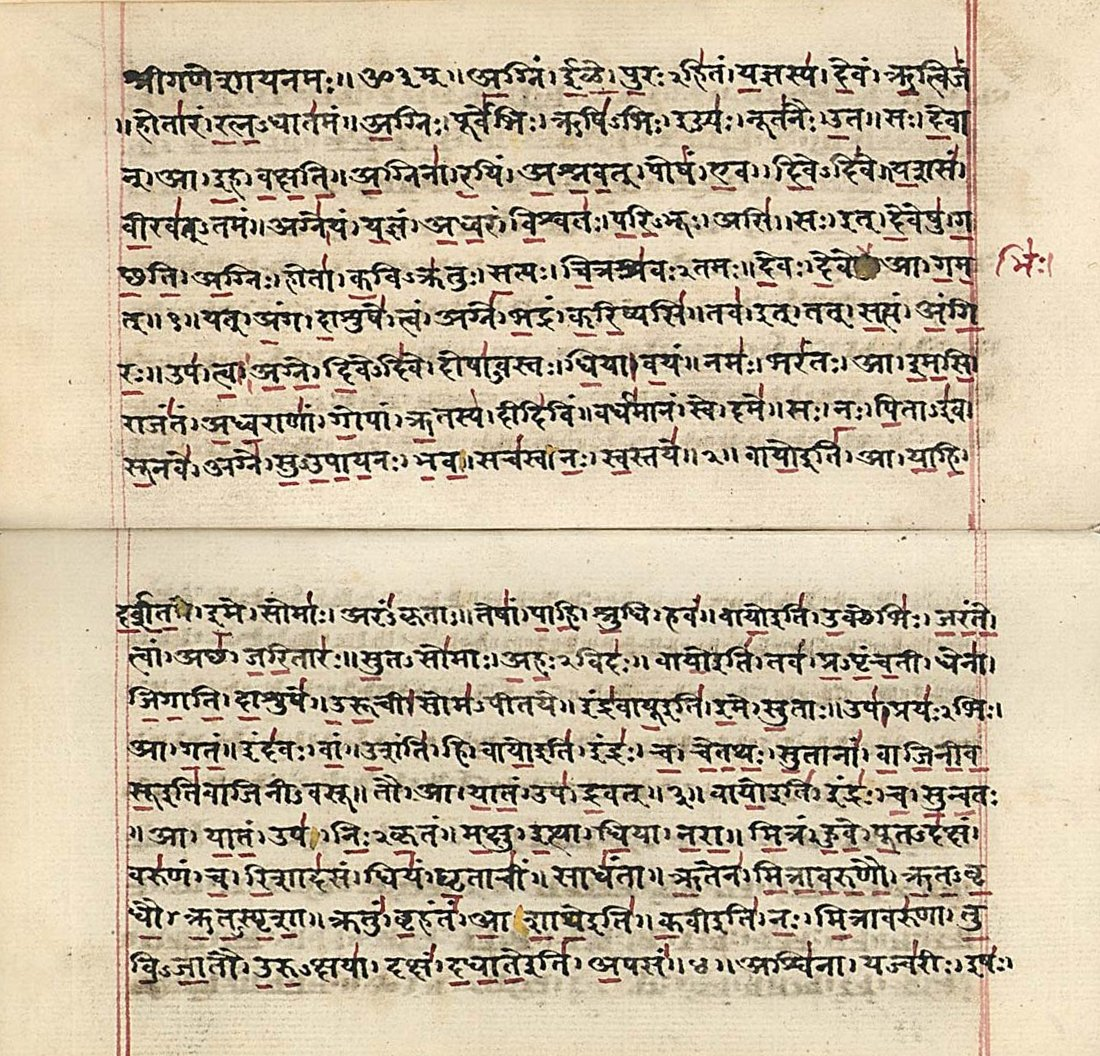
Manuscrito do Rigveda escrito no alfabeto devanagari.

Sânscrito, como definido por Pāṇini, evoluiu da forma mais antiga, a "védica". Estudiosos geralmente distinguem sânscrito védico e sânscrito clássico ou "paniniano" como dialetos separados, ainda que sejam muito similares. Considera-se que o sânscrito clássico tenha descendido do sânscrito védico. O sânscrito védico é a linguagem dos Vedas, uma extensa coleção de hinos, encantamentos e discussões religio-filosóficas que são os textos religiosos mais antigos da Índia e da religião hindu. Linguistas modernos consideram os hinos do Rigveda saṃhitā os mais antigos, compostos por muitos autores ao longo dos séculos de tradição oral. O fim do período védico é marcado pela composição das Upanishads, que formam a parte final do corpus védico nas compilações tradicionais. A hipótese atual sustenta que a forma védica do sânscrito sobreviveu até a metade do primeiro milênio AC. Foi por volta dessa época que o sânscrito começou a transição de língua materna para segunda língua, usada para a religião e instrução, marcando o começo do período clássico.

### Sânscrito clássico
Uma forma significante do sânscrito pós-védico é encontrada no sânscrito dos épicos hindus— o Ramayana e o Mahabárata. Os desvios da gramática de Pāṇini nos épicos são geralmente considerados como sendo causados pela interferência dos prácritos, ou por "inovações", e não por serem pré-paninianos."  Estudiosos tradicionais de sânscrito chamam tais desvios de ārṣa (आर्ष), ou "dos rishis", o título tradicional dos poetas antigos. Em alguns contextos havia ainda mais "pracritismos" (usos que vêm dos prácritos) que na forma própria do sânscrito clássico. Finalmente, há o "Sânscrito híbrido budista", que é, na verdade, um prácrito ornamentado com elementos sanscritizados. De acordo com Tiwari ([1995] 2004), houve quatro principais dialetos do sânscrito: o paścimottarī (do noroeste, também chamado de setentrional ou ocidental), o madhyadeśī (central, lit., "do meio do país"), o pūrvi (oriental) e o dakṣiṇī (meridional, surgido no período clássico). Os três primeiros são até mesmo registrados nos Brāhmaṇas védicos, de que o primeiro era considerado o mais puro (Kauṣītaki Brāhmaṇa, 7.6).

### Estudo na Europa

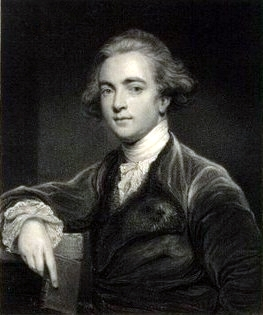
Sir William Jones

O estudo de sânscrito na Europa, iniciado por Heinrich Roth (1620–1668) e Johann Ernst Hanxleden (1681–1731), é considerado responsável pela descoberta da família linguística indo-europeia por Sir William Jones, e teve um papel importante no desenvolvimento da linguística ocidental.
Sir William Jones, falando com a Asiatic Society em Calcutá (atual Kolkata) em 2 de fevereiro, 1786, disse:
A linguagem Sânscrita, seja qual for sua idade, é de uma linda estrutura; mais perfeita que o Grego, mais copiosa que o Latim, e mais precisamente refinada que ambas, ainda compartilha com ambos uma forte afinidade, tanto nas raízes dos verbos quanto nas formas de gramática, que não pode ter sido criada por acidente; é, na verdade, tão forte, que nenhum filólogo poderia examinar as três sem acreditar que tenham nascido de uma fonte comum, que, talvez, nem exista mais.

## Sistemas de transliteração para línguas latinas
A prática de transcrever os caracteres sânscritos para a escrita em alfabeto latino chama-se transliteração. Há várias normas vigentes para a transliteração de outras escritas, como o devanāgarī, para o alfabeto latino.
A transliteração acadêmica, a mais usada na tradução dos textos clássicos para o ocidente, é a IAST (sigla em inglês para "International Alphabet of Sanskrit Transliteration", "alfabeto internacional de transliteração do sânscrito"), que usa diacríticos.
A transcrição ITRANS tem sido muito usada na internet, e é encontrada em vários sites produzidos na Índia, pelo fato de não usarem diacríticos - que não existem na ortografia do inglês, a língua usada em computação. Em lugar deles, dobra-se a letra ou usam-se maiúsculas para indicar a diferença de pronúncia. Isto é possível pelo fato de o devanāgarī não possuir letras maiúsculas.
A transcrição Harvard-Kyoto também é muito utilizada. Foi criada pela Universidade de Harvard e pela Universidade de Kyoto como sistema de transliteração em ASCII para o sânscrito e outras línguas que utilizam o devanāgarī. É utilizada predominantemente em e-mails e textos eletrônicos.

## Influência

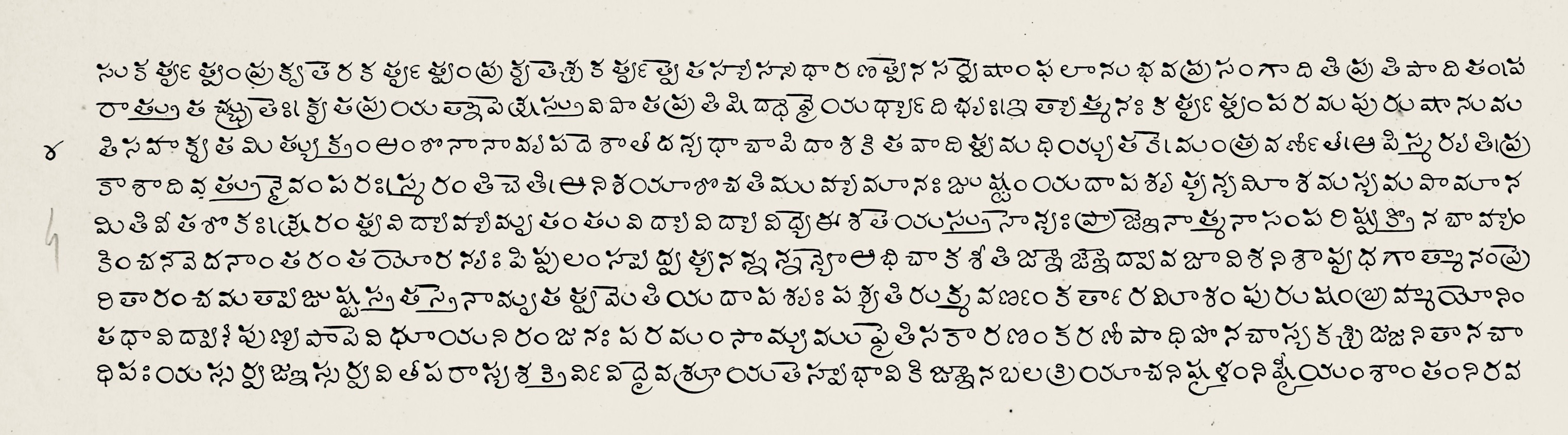
Manuscrito Vedanta Sara, página 4, (verso).

### Nas línguas vernáculas
A maior influência do sânscrito sentiu-se nas línguas que se desenvolveram a partir do seu vocabulário e base gramatical. O sânscrito é valorizado como repositório de escrituras e a língua das preces hindus, especialmente entre as elites indianas. Comparável ao que é o latim para as línguas europeias e o chinês clássico para as línguas da Ásia Oriental, a influência do sânscrito tem sido grande na maioria das línguas indianas.
Apesar de as preces nas línguas vernáculas serem comuns, os mantras em sânscrito são recitados por milhões de hindus e a maioria das atividades dos templos são conduzidas inteiramente em sânscrito, muitas vezes na forma védica. Nas línguas indianas modernas, enquanto o hindi e o urdu tendem a ser mais fortemente influenciados pelo persa e pelo árabe, o bengali, o assamês, o concani e o marata mantêm um vocabulário com uma ampla base no sânscrito. O hino nacional, Jana Gana Mana, é escrito numa forma literária de bengali (conhecido como shuddha bhasha), sanscritizado de modo a ser reconhecível, mas ainda arcaico para o ouvido moderno.
A música nacional indiana Vande Mataram, que foi originalmente um poema composto por Bankim Chandra Chattopadhyay tirado do seu livro Anandamath, está igualmente numa forma altamente sanscritizada de bengali. O malaiala, o télugo e o canará também combinam uma grande quantidade de vocabulário baseado no sânscrito.
A língua portuguesa também incorporou algumas palavras oriundas do sânscrito, como marajá (de maha raja, "grande rei), rajá (de raja, "rei"), ioga (de ioga), carma (de karmam), darma, samádi (do termo sânscrito para "êxtase") etc.

### Tentativas de o reviver
O censo indiano de 1991 referiu 49 736 falantes fluentes de sânscrito. Desde os anos 1990, os esforços para reviver o sânscrito falado têm aumentado. Muitas organizações, como a Samskrta Bharati, realizam conferências de sânscrito falado para popularizar a língua. O Departamento Central de Educação Secundária na Índia tornou o sânscrito uma terceira língua (apesar de ser uma opção para a escola adoptá-la ou não, sendo a outra escolha a língua oficial do estado) nas escolas que coordena. Nestas escolas, a aprendizagem do sânscrito é uma opção entre o 5º e o 8º anos. Isto é verdade para a maioria das escolas, incluindo mas não estando limitado às escolas missionárias cristãs, também afiliadas ao Departamento Central de Educação Secundária, especialmente nos estados onde a língua oficial é o hindi. O Sudharma, o único jornal diário em sânscrito, tem sido publicado a partir de Mysore, na Índia, a partir do ano de 1970.
O sânscrito é, além disso, falado como língua materna pela população da aldeia de Mattur, no Karnataka. As pessoas de todas as castas aprendem o sânscrito a partir da infância e conversam usando a língua.

## Dicionários de sânscrito online
- Free dicionários de sânscrito online
- Brief glossary of sanskrit Com as palavras mais usadas no âmbito espiritual (em inglês).
- Monier-Williams Dictionary Monier-Williams, dicionário sânscrito-inglês, (e vice-versa) versão por busca de palavra. Usa a transliteração HK (Harvard-Kyoto).
- Monier-Williams Dictionary Downloadable Excelente versão para download (gratuito.
- Monier-Williams Dictionary - Printable Versão para impressão da edição original de 1899.
- Online Sanskrit Dictionary Em formatos postscript/PDF/XDVNG/ITX/texto
- Minidicionário de Sânscrito